# 清水逸平
清水 逸平（しみず いっぺい / いつへい、1895年（明治28年）11月5日 - 1983年（昭和58年）2月16日）は、日本の実業家、政治家。衆議院議員、狭山市名誉市民。入間川ゴム創業者。

## 経歴
長野県小県郡上田町（現:上田市）で生まれる。日本大学専門部法律科で学んだ。
東北銀行倉庫部支配人、大和ゴム製作所第二工場長、日本工業工場長、入間川ゴム取締役社長、新潟ゴム取締役社長、同会長、扶桑商事取締役会長、日本東部ゴム工業組合理事、日本ゴム工業組合連合会医療用品部長、東京鑑識化学研究所顧問、全国商工会連合会副会長などを務めた。
1949年1月、第24回衆議院議員総選挙で埼玉県第二区に民主自由党所属で出馬して当選。その後自由党に所属して衆議院議員を一期務めた。
その他、埼玉県公安委員、国民協会理事、同埼玉県支部長となる。